# 10e étape du Tour d'Italie 2015
Pour un article plus général, voir Tour d'Italie 2015.
La 10e étape du Tour d'Italie 2015 s'est déroulée le mardi 19 mai 2015. Elle part de Civitanova Marche et arrive à Forlì après 200 km.

## Parcours
Cette dixième étape se déroule sous la forme d'une étape en ligne entre Civitanova Marche et Forlì. Elle est classée étape de plaine par les organisateurs, le parcours comprend une côte classée en quatrième catégorie, Monte di Bartolo (km 107,4).

## Résultats

### Classement de l'étape
| Classement de l'étape | Classement de l'étape | Classement de l'étape | Classement de l'étape       | Classement de l'étape |
|                       | Coureur               | Pays                  | Équipe                      | Temps                 |
| --------------------- | --------------------- | --------------------- | --------------------------- | --------------------- |
| 1er                   | Nicola Boem           | Italie                | Bardiani CSF                | en 4 h 26 min 16 s    |
| 2e                    | Matteo Busato         | Italie                | Southeast                   | m.t                   |
| 3e                    | Alessandro Malaguti   | Italie                | Nippo-Vini Fantini          | + 2 s                 |
| 4e                    | Alan Marangoni        | Italie                | Cannondale-Garmin           | + 4 s                 |
| 5e                    | Giacomo Nizzolo       | Italie                | Trek Factory Racing         | + 18 s                |
| 6e                    | Sacha Modolo          | Italie                | Lampre-Merida               | + 18 s                |
| 7e                    | André Greipel         | Allemagne             | Lotto-Soudal                | + 18 s                |
| 8e                    | Luka Mezgec           | Slovénie              | Giant-Alpecin               | + 18 s                |
| 9e                    | Nicola Ruffoni        | Italie                | Bardiani CSF                | + 18 s                |
| 10e                   | Davide Appollonio     | Italie                | Androni Giocattoli-Sidermec | + 18 s                |
| modifier              |                       |                       |                             |                       |

### Points attribués
|   | Cycliste            | Nat      | Équipe                      | Pts | Bonif |
| - | ------------------- | -------- | --------------------------- | --- | ----- |
| 1 | Oscar Gatto         | Italie   | Androni Giocattoli-Sidermec | 20  | 3 s   |
| 2 | Nicola Boem         | Italie   | Bardiani CSF                | 12  | 2 s   |
| 3 | Matteo Busato       | Italie   | Southeast                   | 8   | 1 s   |
| 4 | Alessandro Malaguti | Italie   | Nippo-Vini Fantini          | 6   |       |
| 5 | Alan Marangoni      | Italie   | Cannondale-Garmin           | 4   |       |
| 6 | Tom Stamsnijder     | Pays-Bas | Giant-Alpecin               | 3   |       |
| 7 | Louis Vervaeke      | Belgique | Lotto-Soudal                | 2   |       |
| 8 | Fumiyuki Beppu      | Japon    | Trek Factory Racing         | 1   |       |

|   | Cycliste            | Nat      | Équipe                      | Pts | Bonif |
| - | ------------------- | -------- | --------------------------- | --- | ----- |
| 1 | Oscar Gatto         | Italie   | Androni Giocattoli-Sidermec | 20  | 3 s   |
| 2 | Nicola Boem         | Italie   | Bardiani CSF                | 12  | 2 s   |
| 3 | Alessandro Malaguti | Italie   | Nippo-Vini Fantini          | 8   | 1 s   |
| 4 | Alan Marangoni      | Italie   | Cannondale-Garmin           | 6   |       |
| 5 | Matteo Busato       | Italie   | Southeast                   | 4   |       |
| 6 | Sander Armée        | Belgique | Lotto-Soudal                | 3   |       |
| 7 | Kristof Vandewalle  | Belgique | Trek Factory Racing         | 2   |       |
| 8 | Stig Broeckx        | Belgique | Lotto-Soudal                | 1   |       |

| - Sprint final de Forlì (km 200) \| \| Cycliste \| Nat \| Équipe \| Points \| Bonif \| \| -- \| -------------------- \| --------- \| --------------------------- \| ------ \| ----- \| \| 1 \| Nicola Boem \| Italie \| Bardiani CSF \| 50 \| 10 s \| \| 2 \| Matteo Busato \| Italie \| Southeast \| 35 \| 6 s \| \| 3 \| Alessandro Malaguti \| Italie \| Nippo-Vini Fantini \| 25 \| 4 s \| \| 4 \| Alan Marangoni \| Italie \| Cannondale-Garmin \| 18 \| \| \| 5 \| Giacomo Nizzolo \| Italie \| Trek Factory Racing \| 14 \| \| \| 6 \| Sacha Modolo \| Italie \| Lampre-Merida \| 12 \| \| \| 7 \| André Greipel \| Allemagne \| Lotto-Soudal \| 10 \| \| \| 8 \| Luka Mezgec \| Slovénie \| Giant-Alpecin \| 8 \| \| \| 9 \| Nicola Ruffoni \| Italie \| Bardiani CSF \| 7 \| \| \| 10 \| Davide Appollonio \| Italie \| Androni Giocattoli-Sidermec \| 6 \| \| \| 11 \| Alexander Porsev \| Russie \| Katusha \| 5 \| \| \| 12 \| Eduard-Michael Grosu \| Roumanie \| Nippo-Vini Fantini \| 4 \| \| \| 13 \| Juan José Lobato \| Espagne \| Movistar \| 3 \| \| \| 14 \| Kévin Réza \| France \| FDJ \| 2 \| \| \| 15 \| Manuel Belletti \| Italie \| Southeast \| 1 \| \| |                      |           |                             |        |       |
| | Cycliste             | Nat       | Équipe                      | Points | Bonif |
| 1 | Nicola Boem          | Italie    | Bardiani CSF                | 50     | 10 s  |
| 2 | Matteo Busato        | Italie    | Southeast                   | 35     | 6 s   |
| 3 | Alessandro Malaguti  | Italie    | Nippo-Vini Fantini          | 25     | 4 s   |
| 4 | Alan Marangoni       | Italie    | Cannondale-Garmin           | 18     |       |
| 5 | Giacomo Nizzolo      | Italie    | Trek Factory Racing         | 14     |       |
| 6 | Sacha Modolo         | Italie    | Lampre-Merida               | 12     |       |
| 7 | André Greipel        | Allemagne | Lotto-Soudal                | 10     |       |
| 8 | Luka Mezgec          | Slovénie  | Giant-Alpecin               | 8      |       |
| 9 | Nicola Ruffoni       | Italie    | Bardiani CSF                | 7      |       |
| 10 | Davide Appollonio    | Italie    | Androni Giocattoli-Sidermec | 6      |       |
| 11 | Alexander Porsev     | Russie    | Katusha                     | 5      |       |
| 12 | Eduard-Michael Grosu | Roumanie  | Nippo-Vini Fantini          | 4      |       |
| 13 | Juan José Lobato     | Espagne   | Movistar                    | 3      |       |
| 14 | Kévin Réza           | France    | FDJ                         | 2      |       |
| 15 | Manuel Belletti      | Italie    | Southeast                   | 1      |       |

### Cols et côtes
| - Monte di Bartolo, 4e catégorie (km 107,4) \| \| Cycliste \| Pays \| Équipe \| Points \| \| - \| ------------------- \| ------ \| ------------------ \| ------ \| \| 1 \| Alessandro Malaguti \| Italie \| Nippo-Vini Fantini \| 3 \| \| 2 \| Alan Marangoni \| Italie \| Cannondale-Garmin \| 2 \| \| 3 \| Matteo Busato \| Italie \| Southeast \| 1 \| |                     |        |                    |        |
| | Cycliste            | Pays   | Équipe             | Points |
| 1 | Alessandro Malaguti | Italie | Nippo-Vini Fantini | 3      |
| 2 | Alan Marangoni      | Italie | Cannondale-Garmin  | 2      |
| 3 | Matteo Busato       | Italie | Southeast          | 1      |

### Classement au temps par équipes
| Classement par équipes au temps | Classement par équipes au temps | Classement par équipes au temps | Classement par équipes au temps |
|                                 | Équipe                          | Pays                            | Temps                           |
| ------------------------------- | ------------------------------- | ------------------------------- | ------------------------------- |
| 1re                             | Bardiani CSF                    | Italie                          | en 13 h 19 min 24 s             |
| 2e                              | Southeast                       | Italie                          | m.t                             |
| 3e                              | Nippo-Vini Fantini              | Italie                          | + 2 s                           |
| modifier                        |                                 |                                 |                                 |

### Classement aux points par équipes
| Classement par équipes aux points | Classement par équipes aux points | Classement par équipes aux points | Classement par équipes aux points | Classement par équipes aux points |
|                                   | Équipes                           | Pays                              |                                   | Point(s)                          |
| --------------------------------- | --------------------------------- | --------------------------------- | --------------------------------- | --------------------------------- |
| 1re                               | Bardiani CSF                      | Italie                            |                                   | 67                                |
| 2e                                | Southeast                         | Italie                            |                                   | 40                                |
| 3e                                | Nippo-Vini Fantini                | Italie                            |                                   | 34                                |
| modifier                          |                                   |                                   |                                   |                                   |

## Classements à l'issue de l'étape

### Classement général
| Classement final général | Classement final général | Classement final général | Classement final général | Classement final général |
|                          | Coureur                  | Pays                     | Équipe                   | Temps                    |
| ------------------------ | ------------------------ | ------------------------ | ------------------------ | ------------------------ |
| 1er                      | Alberto Contador         | Espagne                  | Tinkoff-Saxo             | en 42 h 58 min 9 s       |
| 2e                       | Fabio Aru                | Italie                   | Astana                   | + 3 s                    |
| 3e                       | Mikel Landa              | Espagne                  | Astana                   | + 46 s                   |
| 4e                       | Dario Cataldo            | Italie                   | Astana                   | + 1 min 16 s             |
| 5e                       | Roman Kreuziger          | Tchéquie                 | Tinkoff-Saxo             | + 1 min 46 s             |
| 6e                       | Rigoberto Urán           | Colombie                 | Etixx-Quick Step         | + 2 min 10 s             |
| 7e                       | Giovanni Visconti        | Italie                   | Movistar                 | + 2 min 12 s             |
| 8e                       | Damiano Caruso           | Italie                   | BMC Racing               | + 2 min 20 s             |
| 9e                       | Andrey Amador            | Costa Rica               | Movistar                 | + 2 min 24 s             |
| 10e                      | Leopold König            | Tchéquie                 | Sky                      | + 2 min 30 s             |
| modifier                 |                          |                          |                          |                          |

- À noter que l’australien Richie Porte, leader de l'équipe Sky troisième du classement général (à 1 min 9 s) après cette 10e étape a écopé d'une pénalité de 2 minutes pour non-respect du règlement. Il se retrouve désormais 12e à 3 min 9 s du maillot rose Alberto Contador[1].

### Classement par points
| Classement par points | Classement par points | Classement par points | Classement par points       | Classement par points |
| --------------------- | --------------------- | --------------------- | --------------------------- | --------------------- |
|                       | Coureur               | Pays                  | Équipe                      | Point(s)              |
| 1er                   | Nicola Boem           | Italie                | Bardiani CSF                | 98 points             |
| 2e                    | André Greipel         | Allemagne             | Lotto-Soudal                | 85 pts                |
| 3e                    | Elia Viviani          | Italie                | Sky                         | 78 pts                |
| 4e                    | Giacomo Nizzolo       | Italie                | Trek Factory Racing         | 61 pts                |
| 5e                    | Marco Bandiera        | Italie                | Androni Giocattoli-Sidermec | 60 pts                |
| modifier              |                       |                       |                             |                       |

### Classement du meilleur grimpeur
| Classement du meilleur grimpeur | Classement du meilleur grimpeur | Classement du meilleur grimpeur | Classement du meilleur grimpeur | Classement du meilleur grimpeur |
| ------------------------------- | ------------------------------- | ------------------------------- | ------------------------------- | ------------------------------- |
|                                 | Coureur                         | Pays                            | Équipe                          | Point(s)                        |
| 1er                             | Simon Geschke                   | Allemagne                       | Giant-Alpecin                   | 50 points                       |
| 2e                              | Beñat Intxausti                 | Espagne                         | Movistar                        | 39 pts                          |
| 3e                              | Steven Kruijswijk               | Pays-Bas                        | Lotto NL-Jumbo                  | 37 pts                          |
| 4e                              | Carlos Betancur                 | Colombie                        | AG2R La Mondiale                | 33 pts                          |
| 5e                              | Paolo Tiralongo                 | Italie                          | Astana                          | 23 pts                          |
| modifier                        |                                 |                                 |                                 |                                 |

### Classement du meilleur jeune
| Classement du meilleur jeune | Classement du meilleur jeune | Classement du meilleur jeune | Classement du meilleur jeune | Classement du meilleur jeune |
|                              | Coureur                      | Pays                         | Équipe                       | Temps                        |
| ---------------------------- | ---------------------------- | ---------------------------- | ---------------------------- | ---------------------------- |
| 1er                          | Fabio Aru                    | Italie                       | Astana                       | en 42 h 58 min 12 s          |
| 2e                           | Davide Formolo               | Italie                       | Cannondale-Garmin            | + 2 min 58 s                 |
| 3e                           | Jan Polanc                   | Slovénie                     | Lampre-Merida                | + 20 min 25 s                |
| 4e                           | Esteban Chaves               | Colombie                     | Orica-GreenEDGE              | + 21 min 34 s                |
| 5e                           | Francesco Manuel Bongiorno   | Italie                       | Bardiani CSF                 | + 22 min 54 s                |
| modifier                     |                              |                              |                              |                              |

### Classements par équipes

#### Classement au temps
| Classement par équipes au temps | Classement par équipes au temps | Classement par équipes au temps | Classement par équipes au temps |
|                                 | Équipe                          | Pays                            | Temps                           |
| ------------------------------- | ------------------------------- | ------------------------------- | ------------------------------- |
| 1re                             | Astana                          | Kazakhstan                      | en 128 h 15 min 41 s            |
| 2e                              | BMC Racing                      | États-Unis                      | + 6 min 12 s                    |
| 3e                              | Sky                             | Royaume-Uni                     | + 6 min 22 s                    |
| modifier                        |                                 |                                 |                                 |

#### Classement aux points
| Classement par équipes aux points | Classement par équipes aux points | Classement par équipes aux points | Classement par équipes aux points | Classement par équipes aux points |
|                                   | Équipes                           | Pays                              |                                   | Point(s)                          |
| --------------------------------- | --------------------------------- | --------------------------------- | --------------------------------- | --------------------------------- |
| 1re                               | Astana                            | Kazakhstan                        |                                   | 247                               |
| 2e                                | Orica-GreenEDGE                   | Australie                         |                                   | 194                               |
| 3e                                | Movistar                          | Espagne                           |                                   | 165                               |
| modifier                          |                                   |                                   |                                   |                                   |

## Abandons
- 86 -  Matteo Pelucchi (IAM) : abandon